# Alvin Robertson
Alvin Cyrrale Robertson (* 22. Juli 1962 in Barberton, Ohio) ist ein ehemaliger US-amerikanischer Basketballspieler. Er spielte von 1984 bis 1996 in der National Basketball Association (NBA) und wurde 1984 als Mitglied der US-amerikanischen Nationalmannschaft Olympiasieger.

## Karriere
Robertson gehörte den San Antonio Spurs (1984–1989), wo er seine erfolgreichsten Jahre hatte, den Milwaukee Bucks (1989–1993), den Detroit Pistons (1993) und den Toronto Raptors (1995–1996) an. 1986 war er der zweite von bisher vier Spielern, dem es gelang, ein sogenanntes Quadruple-Double zu erzielen, was durch das Erreichen zweistelliger Werte in vier verschiedenen Kategorien gekennzeichnet ist. Robertson erzielte am 18. Februar 1986 in einem Spiel für die San Antonio Spurs gegen die Phoenix Suns 20 Punkte, 11 Rebounds, 10 Assists und 10 Steals.
In der Saison 1985/86 wurde er als bester Verteidiger mit dem NBA Defensive Player of the Year Award und dem erstmals ausgelobten NBA Most Improved Player Award ausgezeichnet. Zudem wurde er viermal in seiner Karriere für das NBA All-Star Game berufen. Dreimal führte er die Liga in Steals an.

## Sonstiges
Im Februar 2010 wurde Robertson aufgrund sexuellen Missbrauch von Minderjährigen festgenommen. Im November 2015 wurde er allerdings in allen Anklagepunkten freigesprochen.